# Moai

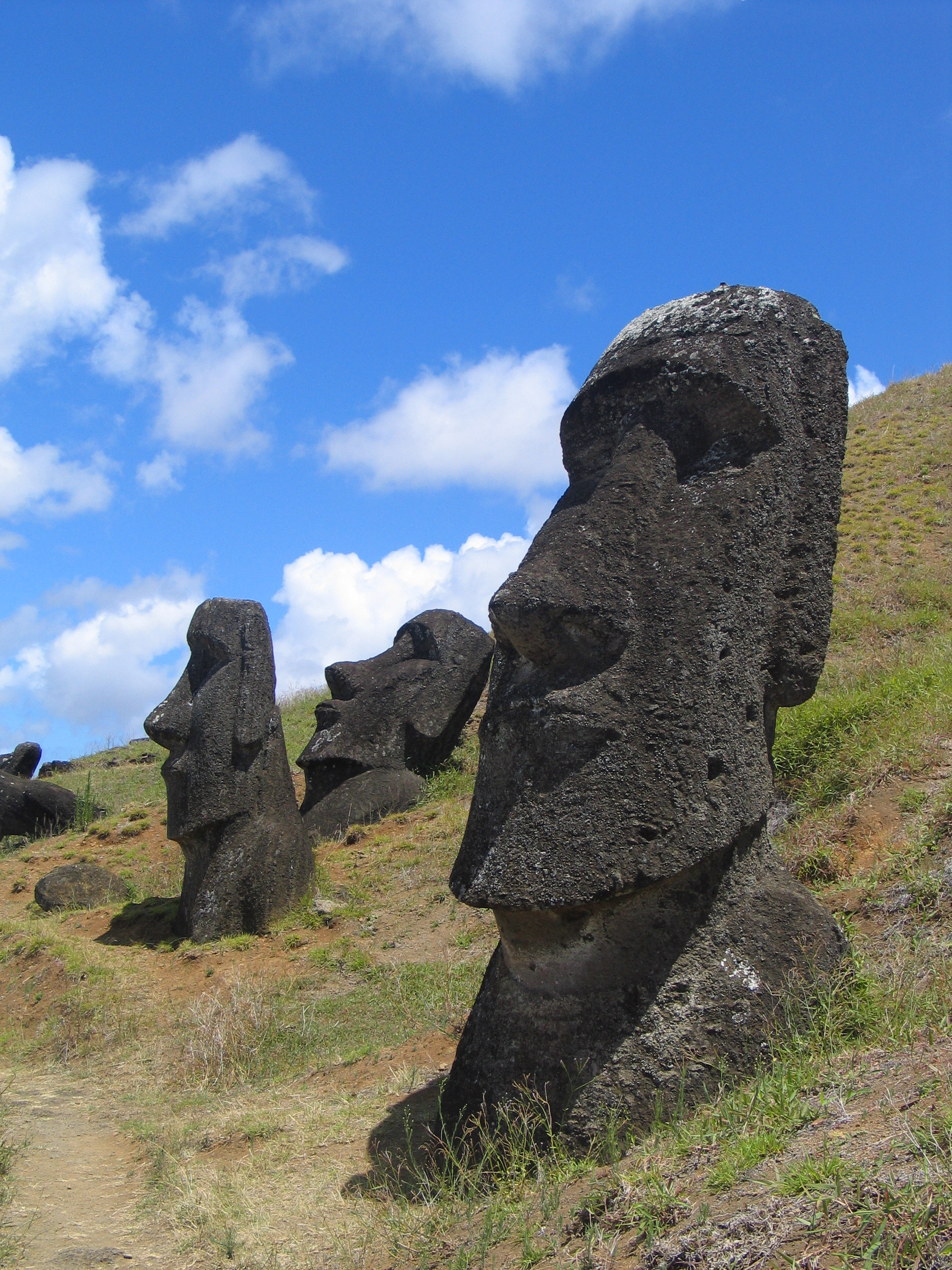
Moai di Rano Raraku

I moai (in rapa nui: moʻai) sono statue che si trovano sull'Isola di Pasqua; nella maggior parte dei casi si tratta di statue monolitiche, cioè ricavate e scavate da un unico blocco di tufo vulcanico; alcune possiedono sulla testa un tozzo cilindro ("pukao") ricavato da un altro tipo di tufo di colore rossastro, interpretato come un copricapo oppure come l'acconciatura un tempo diffusa tra i maschi dell'isola.
Fanno parte di complessi cerimoniali più grandi, poiché sono noti in modo simile da altre aree della cultura polinesiana. Le statue sono state scolpite dalla popolazione polinesiana indigena Rapa Nui, in gran parte tra il 1250 e il 1500. Sebastian Englert ha numerato e catalogato oltre 638 statue, l'Archaeological Survey and Statue Project dal 1969 al 1976 ne ha determinate 887, ma probabilmente erano originariamente oltre 1000.
Alti da 2,5 metri fino a 10 metri (ne esiste uno, incompleto, di 21 metri), spesso sono visibili solo le teste delle statue, ma al di sotto è quasi sempre presente un corpo interrato, sul dorso delle statue sono incisi simboli in rongorongo, in particolare la 'falce' detta "Vaka", che potrebbe rappresentare una canoa; probabilmente questi simboli incisi sulle statue indicano l'identità dell'artista, o del gruppo, proprietario dell'opera. Quelli alti circa 10 metri hanno un peso che può variare dalle 70 alle 80 tonnellate.

## Ahu

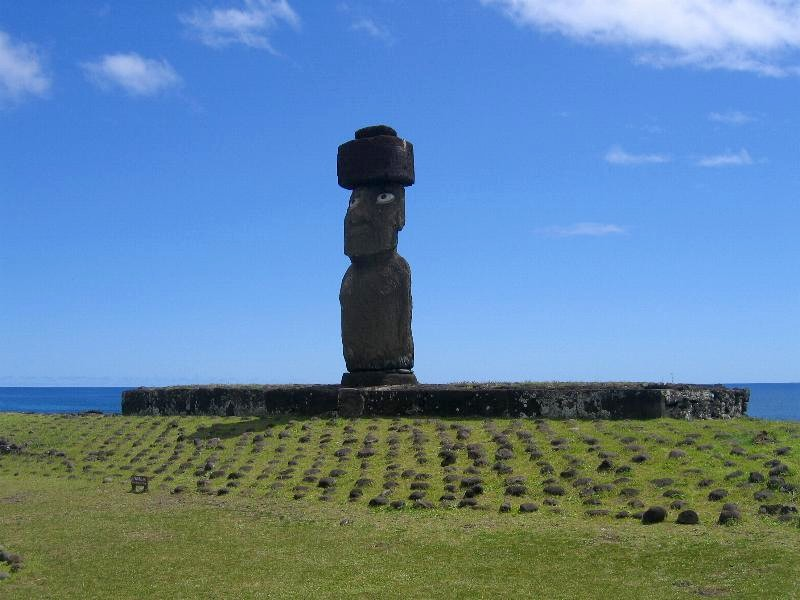
Un tipico Ahu dell'isola di Pasqua

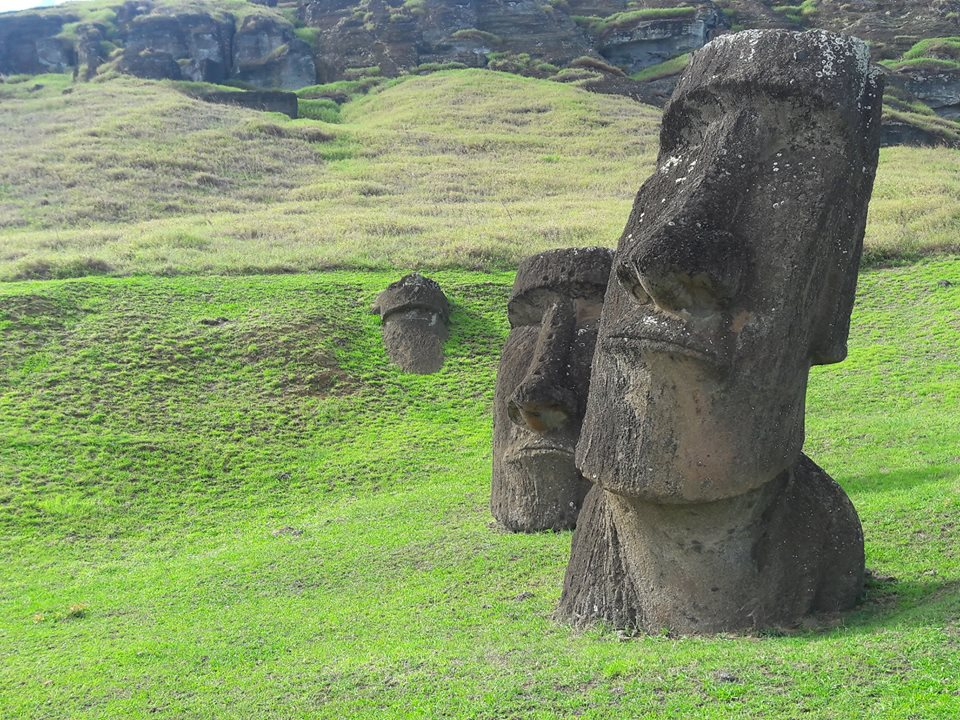
moai

I Moai non sono isolati, ma fanno parte di complessi (o aree cerimoniali) chiamati "Ahu". Gli "Ahu" sono simili a quelli che si trovano in altre aree del Pacifico meridionale - ad esempio Marchesi, Nuova Zelanda, Arcipelago delle Tuamotu, Bora Bora, Tahiti, Pitcairn e molte altre isole dell'oceano pacifico (sono conosciute come marae). Tuttavia, le strutture sull'isola di Rapa Nui sono uniche in quanto sono molto più grandi di tutte le altre strutture nel Pacifico meridionale. L'area cerimoniale tipica dell'isola di Rapa Nui in epoca classica era solitamente situata tra un villaggio e la costa.
Oggi si presume che ogni villaggio fosse di proprietà di un clan oppure era abitato da una famiglia allargata, che aveva costruito la sua propria struttura cerimoniale. Consisteva in un'area livellata e una rampa ascendente ("tahua"), pavimentata con delle pietre rotonde ("poro"), che portava a una piattaforma rettangolare ("ahu") costituita di lastre in basalto lavorate e incastrate con estrema precisione (ad esempio all'Ahu "Tahira" a Vinapu). Ciò ha spinto Thor Heyerdahl a confrontarlo con le mura Inca in Perù. Le enormi sculture di pietra erano posizionate sull'ahu, in modo tale da guardare verso un insediamento o villaggio (sono presenti alcune eccezioni, che non volgono le spalle al mare). Le figure sono state erette su pietre di fondazione cilindriche piatte incastonate nella piattaforma e incuneate solo con piccole pietre. La malta era sconosciuta sull'Isola di Rapa Nui.

## Storia e leggende

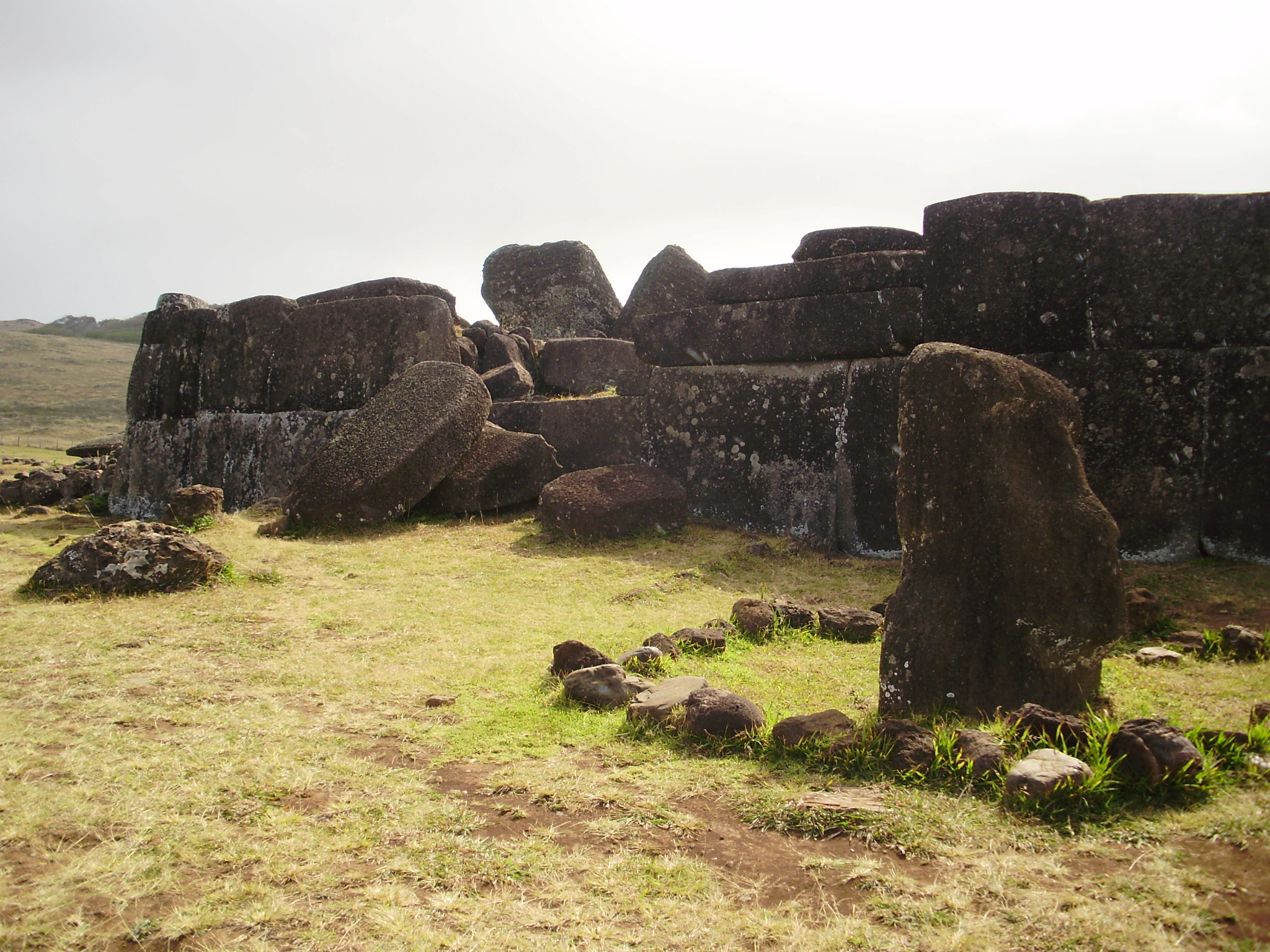
Ahu Vinapu

La cava di pietra vulcanica da cui veniva estratto il materiale per produrre le statue, Rano Raraku, sembra essere stata abbandonata all'improvviso, con alcune statue lasciate ancora incomplete nella roccia. Tra queste vi è la statua più grande, che al completamento avrebbe raggiunto i 21 metri di altezza. Si pensa che la domanda di legno necessaria a supportare la continua erezione di statue abbia portato al totale disboscamento dell'isola. Questo spiegherebbe perché la cava sia stata abbandonata all'improvviso. Praticamente tutti i moai completati furono rovesciati tra il 1722 ed il 1868. Il motivo non è chiaro: ci sono evidenze che puntano a conflitti tra gli abitanti dell'isola oppure si pensa che i terremoti ne siano stati la causa. A oggi, all'incirca 50 moai sono stati nuovamente eretti e ripristinati ai propri ahu. Sebbene vengano spesso identificati come teste, molti dei moai hanno spalle, braccia, torsi, che sono stati piano piano, negli anni, sotterrati dal suolo circostante.
La produzione delle statue si è interrotta improvvisamente. Al Rano Raraku, fino a tempi recenti si potevano trovare strumenti di pietra lasciati in giro. L'etnologo Thomas Barthel dalla Università Eberhard Karls di Tubinga fornisce una spiegazione coerente per questo: la costruzione di strutture su larga scala richiede un'economia di scorte e surplus. In altre parole, la forza lavoro per la produzione dei moai e la costruzione delle piattaforme di culto non poteva essere dedita all'approvvigionamento quotidiano di cibo. Una violazione degli accordi riguardanti la distribuzione del cibo tra gli artigiani e i fornitori - probabilmente concomitante allo scoppio di una guerra civile o a un cambio di autorità - ha comportato l'arresto della produzione di statue. Questa teoria spiega anche una leggenda tradizionale dell'Isola di Rapa Nui, che racconta di un'anziana donna, una maga, che aveva catturato e portato un'enorme aragosta agli scalpellini del Rano Raraku per il consumo, chiedendo però di lasciarne un pezzetto. Tuttavia, i lavoratori mangiarono tutta l'aragosta per poi continuare il loro lavoro. Quando la donna tornò, era estremamente arrabbiata e lanciò un incantesimo alle figure di pietra, che fece cadere con un colpo solo.
Oggi la maggior parte dei complessi cerimoniali sono stati in gran parte distrutti e i Moai sono stati ribaltati. Si ipotizza che questo non sia esclusivamente dovuto alle influenze ambientali. I pochi impianti oggi integri sono stati restaurati a partire dagli anni '90 del secolo scorso.

Nel 1722 Jakob Roggeveen descrive l'ahu come ancora intatto e usato cerimonialmente. Dalla citazione dal rapporto di Carl Friedrich Behrens, un marinaio che prese parte alla circumnavigazione di Roggeveen:
“Come ho scoperto, si sono affidati completamente ai loro idoli, che sono stati eretti in gran numero sulla spiaggia. Gli caddero davanti e l'adorarono. Questi idoli erano tutti scolpiti nella pietra, a forma di umano, con lunghe orecchie. La testa era adornata da una corona [traduzione di pukao]. L'intera operazione è stata eseguita ad arte, cosa di cui siamo rimasti molto sorpresi. Intorno a questi idoli furono poste pietre bianche larghe venti o trenta passi. Ho pensato che alcune di queste persone fossero preti; poiché adoravano gli idoli più di altri. Erano anche molto più sottomessi quando adoravano ".
Durante la spedizione Cook del 1774, le strutture erano già state trascurate e molti moai ribaltati. Georg Forster, botanico e naturalista tedesco al seguito della spedizione, scrive:
«Cinquanta passi più avanti trovammo un luogo elevato, la cui superficie era pavimentata con pietre dello stesso tipo. Al centro di questa piazza c'era un pilastro di pietra monopezzo progettato per rappresentare una figura umana, raffigurata fino alla vita, alta venti piedi e spessa cinque piedi. Questa figura era di scarsa qualità e dimostrava che la scultura era ancora agli inizi qui. Gli occhi, il naso e la bocca erano appena indicati sulla testa goffa, le orecchie, secondo l'usanza locale, erano incredibilmente lunghe e funzionavano meglio delle altre. Abbiamo trovato il collo deforme e corto, le spalle e le braccia solo leggermente indicate. Sulla testa fu eretta una pietra cilindrica molto alta, di oltre cinque piedi di larghezza e altezza. Questo saggio, che assomigliava al copricapo di alcune divinità egizie, consisteva in un altro tipo di pietra rossastra. La testa e la sommità costituivano metà dell'intera colonna per quanto era visibile dal suolo. A proposito, non ci siamo accorti che gli isolani rendevano omaggio a queste statue [...] Sul lato est dell'isola siamo arrivati a una fila di sette statue, quattro delle quali erano ancora in piedi, ma una di loro aveva già perso il cappuccio. Stavano su un piedistallo e le pietre nel piedistallo erano tagliate e montate insieme bene.

Nel 1882 il capitano Wilhelm Geiseler, al comando della SMS Hyane, durante una spedizione nel Pacifico meridionale, non trovò più strutture intatte. Numerose sono le speculazioni più o meno serie su ciò che nel frattempo ha portato alla distruzione dei complessi culturali. Si presume un allontanamento dalla religione tradizionale così come una guerra civile, una carestia, catastrofi climatiche e meteorologiche, la distruzione ecologica a seguito dell'istituzione dei moai o quella da parte degli europei che potrebbero aver innescato un decadimento culturale. Finora, nessuno è stato in grado di fornire prove conclusive per l'una o l'altra teoria, quindi al momento la causa della distruzione delle piattaforme cerimoniali rimane inspiegabile.
Oggi c'è la tendenza a vedere uno sconvolgimento sociale con un cambiamento di potere tra autorità sacerdotali e secolari o fluttuazioni in una distribuzione squilibrata del potere tra i clan come la causa dello sviluppo del culto dell'uomo-uccello, che prese il sopravvento sulla religione antica di cui i moai erano simboli, che di conseguenza persero il loro significato. La misura in cui le influenze ambientali hanno giocato un ruolo è controversa.

## Descrizione e caratteristiche

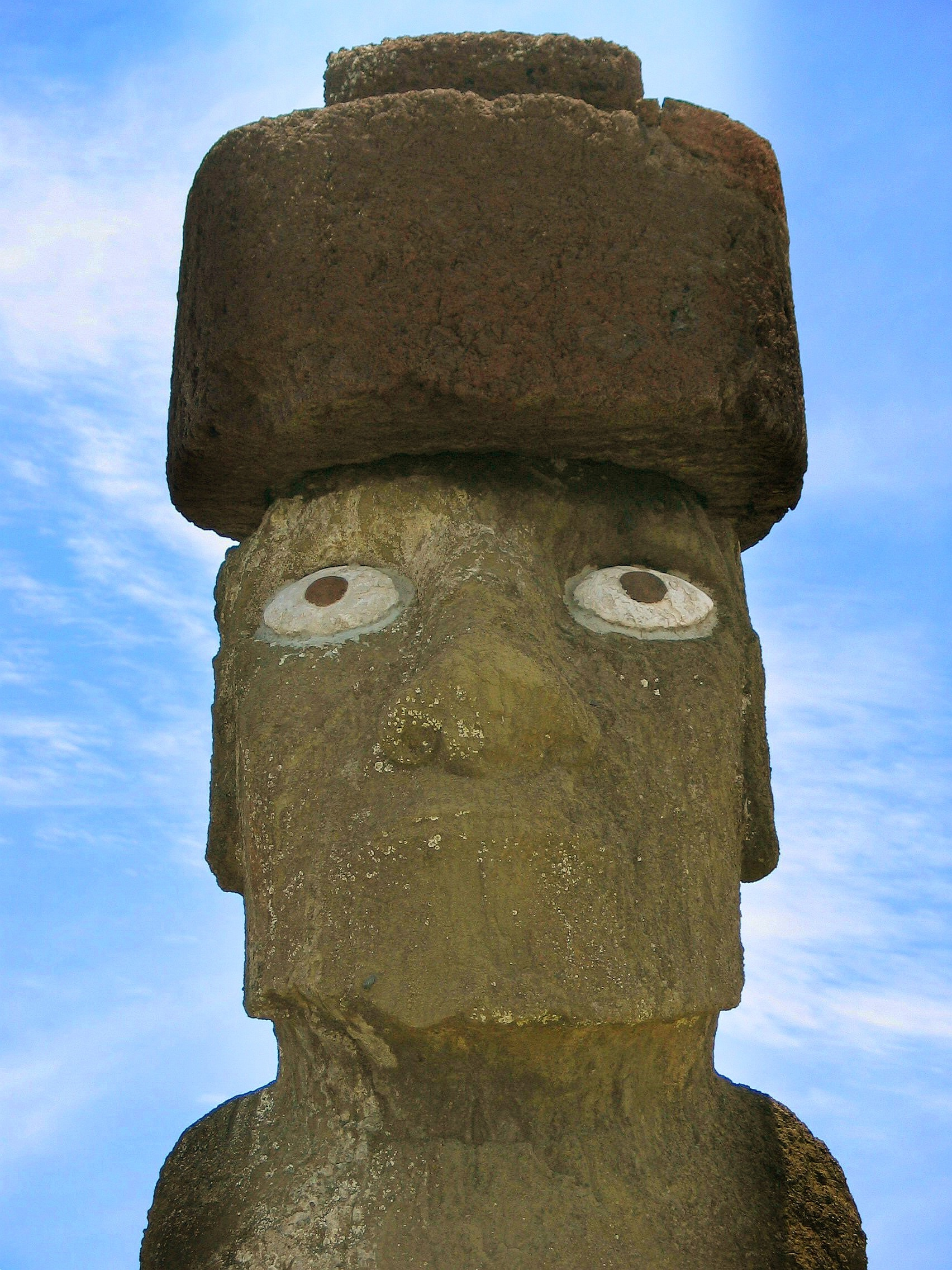
Moai di Ahu Tahai con il restauro del pukao (cappello) e degli occhi

I moai hanno tutti un aspetto simile: le labbra serrate con il mento in alto; l'atteggiamento è ieratico e severo tale da suscitare rispetto.
Le figure terminano immediatamente sotto l'ombelico. Alcune statue presentano il "maro", il perizoma che copre il pene.
Le dita delle mani e le orecchie sono estremamente lunghe.
Le figure si differenziano anche per la presenza di un tatuaggio o perizoma sagomato (a seconda dell'interpretazione), diverso per ciascuna sulla parte bassa della schiena. Tuttavia, questi dettagli non sono presenti in tutte le figure.
Oggi le orbite degli occhi sono vuote, ma un tempo avevano una pupilla di ossidiana circondata da una sclera di corallo bianco (rinvenuti grazie agli scavi archeologici nella spiaggia di Anakena, "ahu Nau Nau", del 1978), come si può osservare nell'unico moai vedente rimasto (e restaurato). Ci sono 1000 moai conosciuti sulla superficie dell'isola. La quasi totalità di questi sono stati ricavati da un tufo basaltico del cratere Rano Raraku, dove si trovano quasi 400 statue incomplete. Questa roccia a grana eterogenea è relativamente tenera, a differenza del basalto, che deriva dalla solidificazione di un magma. I cappelli sono invece stati ricavati da un tufo rossastro proveniente dal piccolo cratere di Puna Pau, distante circa 10 chilometri da Rano Raraku.
Ci sono prove che alcune delle statue potrebbero essere state dipinte a colori. Alfred Métraux ha trovato tracce di vernice rossa e nera in un luogo protetto su una figura su Ahu Vinapu. La copia nel British Museum mostra anche lievi tracce di vernice in bianco e rosso.
Nonostante l'aspetto apparentemente uniforme, ogni figura era individualizzata. Wilhelm Geiseler riferisce che un capo villaggio, al tempo della sua spedizione, fu in grado di nominare ogni singolo moai, anche le statue non finite sul Rano-Raraku.

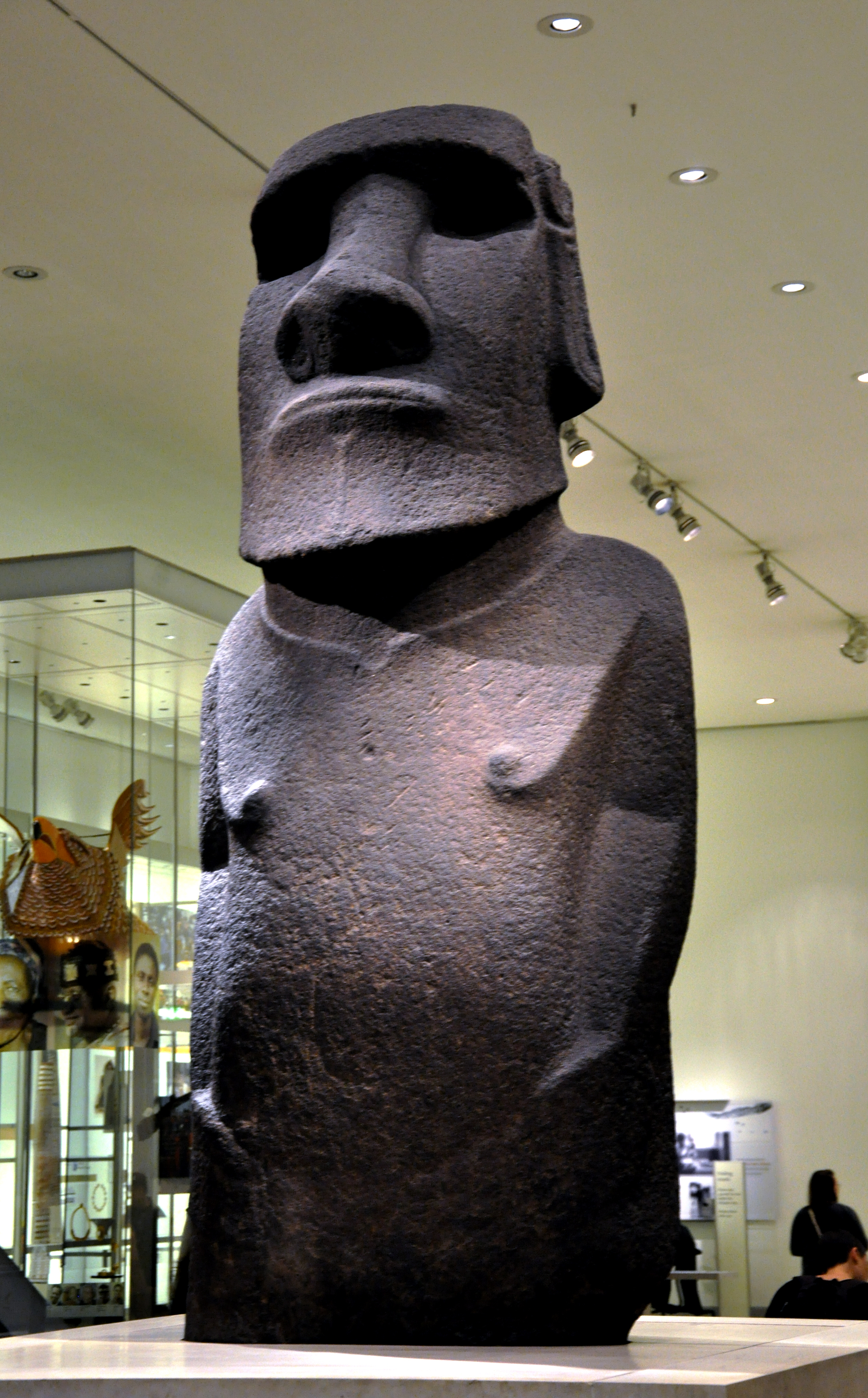
Moai "Hoa Hakananai'a" nel British Museum di Londra

Alcuni moai sono inoltre decorati, ad esempio una statua incompiuta di Rano Raraku è incisa con una nave. Il Moai con il nome Hoa Hakananai'a (Rapa Nui per "amico rubato" o "amico nascosto") è unico. La figura è stata trovata in una casa del sito di culto Orongo sul bordo del cratere di Rano Kao ed è ora al British Museum di Londra. L'aspetto della scultura in basalto, che è alta solo 2,40 metri, corrisponde al tipo usuale, ma la parte posteriore è ricoperta da raffigurazioni di uomini uccello, pagaie da ballo (Ao e Rapa) e vulve. L'etnologo Heide-Margaret Esen-Baur lo considera il principale santuario del culto Tangata Manu sull'isola di Pasqua. Thor Heyerdahl ritenne che la figura servisse da prototipo di tutte le statue del periodo classico. 

## Significato

Mappa dell'isola di Pasqua con le posizioni dei monoliti

Il significato dei moai è ancora oggi poco chiaro ed esistono ancora molte teorie al riguardo. La teoria più comune è che le statue siano state scolpite dai polinesiani a partire dall'anno 1000 d.C. Il significato più comune tramandato dagli attuali discendenti maori è quello di essere monoliti augurali portatori di benessere e prosperità dove volgono lo sguardo. Per questo nell'isola di Rapa Nui sono tutti rivolti verso l'interno dell'isola, per proteggere la terra e coloro che l'abitavano. Si ritiene inoltre che i piccoli moai siano le rappresentazioni degli antenati defunti o di importanti personaggi della comunità, a cui vennero dedicate come segno di riconoscenza, mentre per quelli grandi tra le tante spiegazioni possibili vi è anche quella a sfondo religioso.
Sono stati rintracciati vari altri tipi di raffigurazioni, come ad esempio le statuette in legno di toromiro che simboleggiano, presumibilmente, gli spiriti degli antenati e le emblematiche statuette moai Kava Kava con le loro rappresentazioni di corpi umani smagriti, probabilmente a causa della scarsità di cibo. Le antiche leggende dell'isola parlano di un capo clan in cerca di una nuova casa. Il posto che scelse è quella che noi oggi conosciamo come isola di Rapa Nui. Alla sua morte, l'isola venne divisa tra i suoi figli. Ogniqualvolta un capo di uno dei clan moriva, un moai veniva posto sulla tomba dei capi.
Gli isolani credevano che queste statue avrebbero catturato i "mana" (poteri soprannaturali) del capo, oltre a favorire la protezione degli dèi. Credevano che mantenendo i mana dei capi sull'isola, si sarebbero verificati eventi propizi, sarebbe caduta la pioggia e le coltivazioni sarebbero cresciute. Questa leggenda potrebbe essere cambiata rispetto all'originale, dal momento che si è tramandata oralmente per lungo tempo. Qualsiasi cosa potrebbe essere stata aggiunta a questa leggenda per renderla più interessante. Specialmente intorno ai moai sono state spesso rinvenute delle tavolette di legno con incisi i misteriosi segni della scrittura di allora detta rongorongo, scrittura che sinora nessuno è riuscito a decifrare completamente.
Si tratta di segni intagliati nel legno con stili di ossidiana o con denti di squalo, rappresentanti perlopiù figure umane, falci di luna, animali e piante che si succedono con ritmo bustrofedico.

## Costruzione, trasporto e montaggio

### Costruzione

Passaggi di costruzione di una statua "moai"

Con l'eccezione di 53 moai più piccoli, che sono fatti di basalto, tufo rosso e trachite (provenienti da Poike e altre zone), quasi tutte le statue dell'isola di Rapa Nui provengono dalle pendici del vulcano Rano Raraku. Il monte è costituito da un morbido tufo intervallato da lapilli. Le statue, alcune delle quali possono essere viste nel Museo di Hanga Roa, sono state scolpite da intagliatori di pietre professionisti, una classe molto rispettata nella società dell'isola di Rapa Nui, usando martelli di basalto ("toki"). Thor Heyerdahl ha dimostrato sperimentalmente che ciò potrebbe essere fatto in un tempo relativamente breve utilizzando strumenti semplici e un impiego realistico del personale (probabilmente 6 intagliatori riuscivano a costruire una statua di 5 metri in almeno 3 giorni). Sul versante e nel cratere del Rano Raraku si trovano ancora 396 statue in varie fasi di completamento, in modo che il processo di fabbricazione sia facilmente ricostruibile.

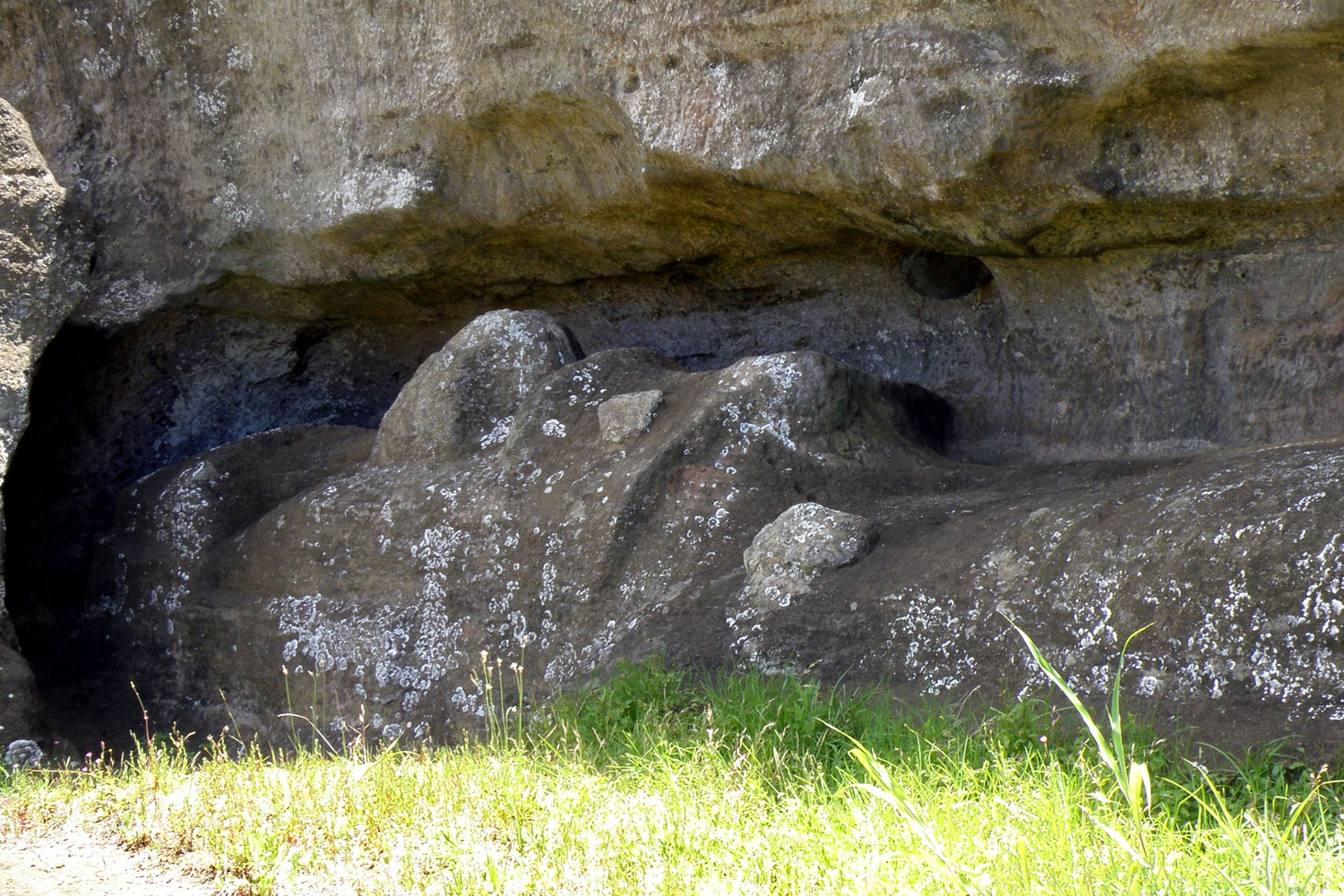
moai non completato

La dimensione delle figure probabilmente è aumentata sempre di più nel tempo. A Rano Raraku c'è un moai non finito di 21 metri ancora incastonato nella roccia. La più grande figura eretta chiamata "Paro" su "Ahu Te Pito Kura" è alta 9,8 metri. La dimensione media statistica delle statue è di 4,05 metri, il peso medio di 12,5 tonnellate. La roccia vulcanica potrebbe essere tagliata in modo relativamente facile con strumenti di basalto e ossidiana.

### Trasporto
Dopo la lavorazione, le statue (semilavorate) venivano calate lungo il pendio del Rano-Raraku su funi. Ancora oggi sul bordo del cratere si possono trovare dei buchi, che servivano per ancorare le corde ai pioli di legno. A metà del pendio, le figure in pietra venivano temporaneamente immagazzinate in fosse, dove venivano finite, finemente lavorate e il ponte sul retro veniva poi completamente rimosso.
Numerose statue più o meno finite sono ancora lì oggi.
Venivano quindi trasportate alla destinazione finale. Katherine Routledge ha scoperto vie di trasporto, accuratamente livellate, in parte ammucchiate e in alcuni punti strade asfaltate che portavano dal Rano-Raraku in tutte le direzioni.
Il modo di trasporto è controverso. La tradizione riporta che i moai andavano agli ahu da soli, di notte, quando spronati da persone con abilità magiche.
Nel frattempo sono stati sperimentalmente riprodotti vari metodi, sia il trasporto sdraiato con rulli, con rotaie di legno o con slitte, sia il trasporto in posizione verticale in corsetto a trave o mediante oscillazioni effettuate con funi, durante le quali i moai "camminano". In linea di principio, tutti i metodi si sono dimostrati fattibili. Finora nessuno è stato in grado di fornire una prova definitiva della correttezza dell'uno o dell'altro metodo. 
Nel 1982 l'ingegnere ceco Pavel Pavel propone la soluzione che considerava più semplice e pratica per trasferirli, ossia ponendoli in verticale e facendoli "camminare" (ricordando che, secondo la tradizione, il moai "camminava"), teoria messa in pratica con un modello concreto nella città ceca di Strakonice, e successivamente sperimentato nel 1985 sull'isola con Thor Heyerdahlea Sergio Rapu, con un vero moai, e utilizzando materiali dell'isola. In seguito l'archeologo Carl Lipo e l'antropologo Terry Hunt testarono nuovamente questa teoria con un rudimentale modello in cemento. Il trasporto in questa modalità, però, provoca dei danni alla base della statua che non risultano essere presenti sulle altre. 
Durante l'estate del 2000, un team archeologico nordamericano ha scoperto dati che suggerivano l'uso di macchine complesse sull'isola secoli fa. Il geologo Charles M. Love e un team di diciassette studenti hanno scavato sezioni delle tre strade principali che servivano per trasportare le statue giganti. Parte di queste strade era originariamente scavata nella roccia dell'isola, costituita principalmente da roccia vulcanica di un tipo noto come pahoehoe. 
È interessante notare che le strade non sono pianeggianti ma la loro sezione mostra una caratteristica forma a "V" o "U". La sua larghezza media è di 3,5 metri e per la costruzione è richiesta una conoscenza tecnica di alto livello. In alcuni tratti le strade sono fiancheggiate da file di rocce. Il dettaglio forse più interessante è che queste rocce non sono semplicemente posizionate lì, ma incastonate in buchi scavati nella roccia che forma il suolo dell'isola. Un altro dettaglio rilevante è che questo tipo di buca si verifica nei tratti in cui la strada corre in salita. Il dottor Love ipotizza che questi fori siano stati collocati lì per ospitare un qualche tipo di meccanismo ideato per aiutare a spostare le gigantesche teste di pietra lungo le pendenze dei ponti, per alleviare lo sforzo considerevole necessario.
Queste buche, così come la curiosa forma a "V" delle strade indicano che ci sono ancora importanti incognite sul sistema utilizzato dai nativi polinesiani dell'isola di Rapa Nui per erigere i moai.

### Montaggio
Arrivati a destinazione, i moai venivano trascinati sull'ahu e lì eretti con l'aiuto di una rampa improvvisata fatta di pietre. Come ha già dimostrato Thor Heyerdahl, questo era possibile anche con mezzi arcaici.

## Esposizione dimoaiall'estero
Dal 26 aprile al 9 maggio 2010 un moai alto 5,20 metri e pesante 17 tonnellate doveva essere trasportato a Parigi per essere esposto per alcune settimane nel Palazzo delle Tuileries, ma l'iniziativa è tramontata poiché l'89% degli abitanti dell'isola pronunciandosi tramite un referendum ha respinto l'idea. 
Nel 1999 il moai "Angelito" è stato portato dall'Isola di Rapa Nui ad Amburgo e si trova tutt'oggi nel prato di Michelwiese nei pressi dell'Arcichiesa di San Michele. Un moai, Hoa Hakanania'a, si trova al British Museum di Londra, un altro al Musée du Quai Brainly a Parigi. 
Un "moderno" moai si trova a Vitorchiano, creato nel 1990 da undici indigeni maori della famiglia di Juan Atan Paoa dell'Isola di Pasqua, invitati da una trasmissione RAI (Alla ricerca dell'Arca), da un enorme blocco di peperino che gli undici nativi maori scolpirono con asce manuali e pietre taglienti. La scultura pesa quasi 30 tonnellate ed è alta circa 6 metri, in origine posta in piazza Umberto I, esterna ed adiacente alle mura castellane e in seguito collocata al bordo della strada che conduce a Grotte Santo Stefano, con lo sguardo rivolto verso il paese. Il 14 giugno 2015 è stato inaugurato un moai anche a Chiuduno (BG), dove il gruppo di Rapa Nui provenienti dall'Isola di Pasqua ospitato al festival de Lo Spirito del Pianeta lo ha costruito e donato.

## Tipi dimoai
Dei circa 900 moai dell'isola di Rapa Nui, circa 400 si trovano nella cava di Rano-Raraku, 288 posizionati sugli ahu, e il resto sparsi in diverse parti dell'isola, probabilmente abbandonati sulla strada per un ahu. 
Del totale, più di 800 sono stati scolpiti dal tufo lapillo proveniente da Rano-Raraku, 22 dalla trachite bianca, 18 dalla scoria rossa e 10 dal basalto.
L'altezza media dei moai è di circa 4,5 metri, ma i Rapa Nui erano in grado di lavorare e spostare statue fino a dieci metri di altezza. 
Il peso standard è di circa 5 tonnellate e non più di 30-40 statue pesano più di 10 tonnellate. Queste sono state scolpite in corrispondenza del periodo di pieno sviluppo della cultura Rapanui chiamato Periodo Ahu Moai, situato tra il 1500 e il 1600 d.C.

### Tukuturi moai

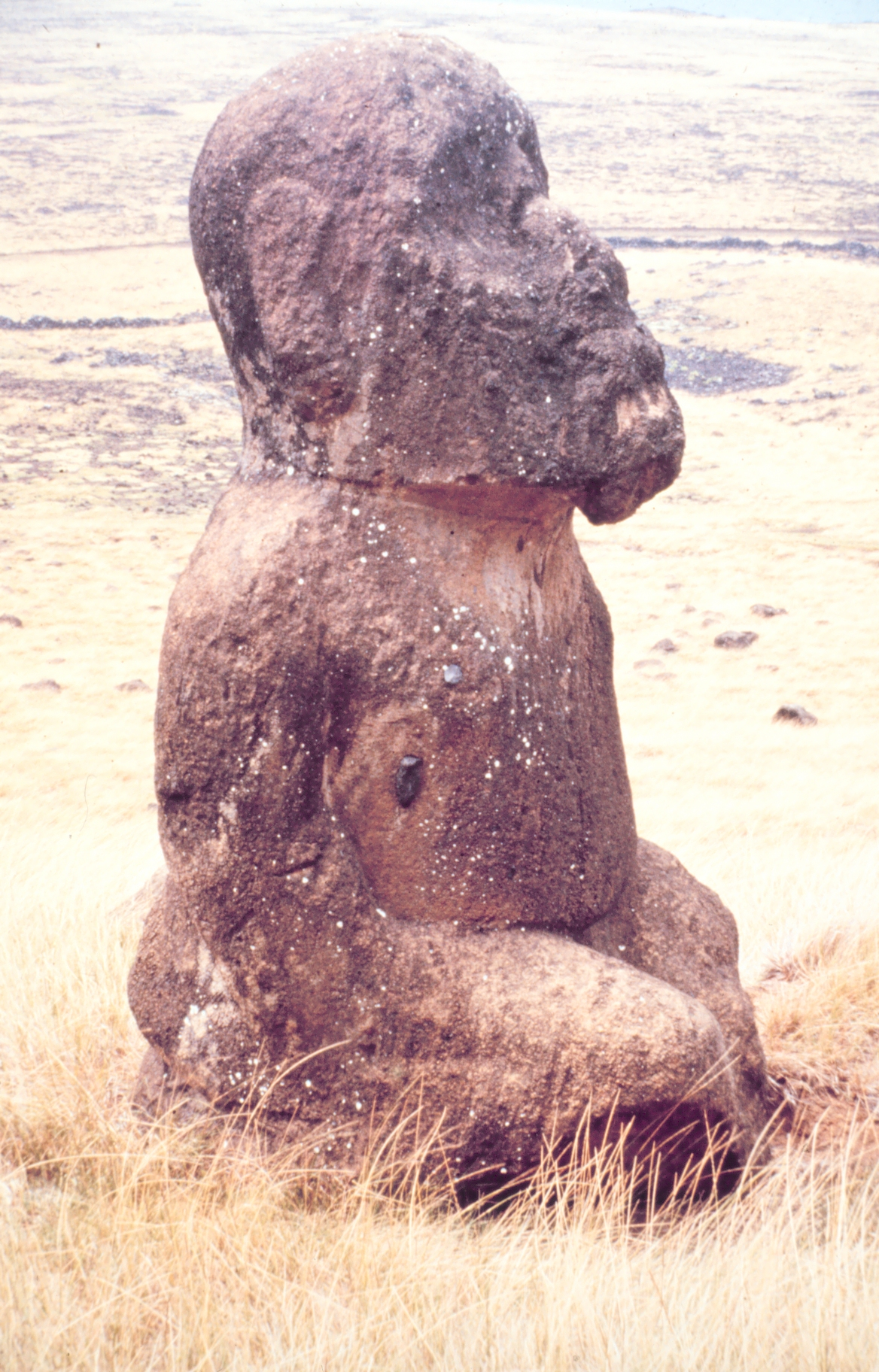
Moai "seduta"

il più antico, fu scoperto da Thor Heyerdahl nel 1955. Rappresenta una figura femminile in posizione seduta o inginocchiata e con la testa leggermente sollevata verso il cielo, le mani nell'atto di pregare. Unica nella sua forma, è stata datata approssimativamente al VI secolo (500-600 d.C.)

### Moai Te Tokanga

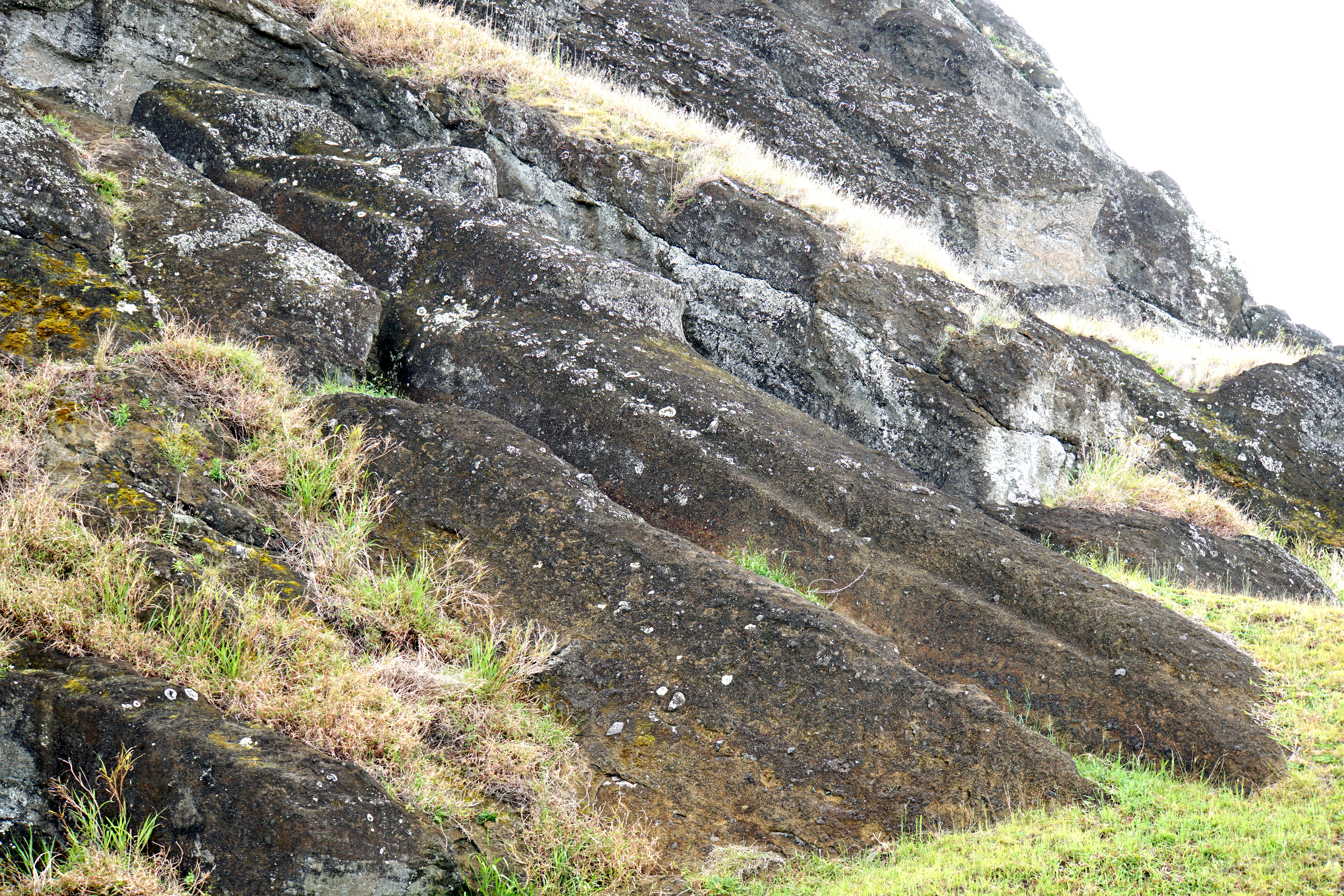
"Il gigante"

Nella cava principale di Rano Raraku si trova un moai di 21,65m noto come Te Tokanga (Il Gigante), ancora incompiuto nella sua nicchia, che avrebbe pesato più di 270 tonnellate, il che lo rende una statua di difficile produzione anche per la tecnologia moderna. La tradizione dell'isola sostiene che questo moai fosse destinato all'ahu Vinapu. 
Le statue grandi si trovano abbandonate sul pendio della cava, il che dimostra che la società Rapanui era probabilmente impegnata in una guerriglia civile che portò all'abbandono della pratica di queste monumentali costruzioni. 

## Lista deimoai(eahu) più significativi
| Nome ahu                | Foto | Numero moai                                                                   | Spiegazione |
| ----------------------- | ---- | ----------------------------------------------------------------------------- | --- |
| Ahu Akivi               |      | 7                                                                             | È un ahu con un orientamento astronomico molto preciso: l'asse della piattaforma era orientato da nord a sud, facendo sì che le facce dei moai guardassero esattamente verso il punto in cui il sole tramonta durante l'equinozio di primavera dell'emisfero meridionale (21 settembre) e le loro schiene affrontano il sole dell'alba durante l'equinozio d'autunno (21 marzo). È l'unico i cui moai si affacciano sul mare. È stato restaurato nel 1960. |
| Ahu Tahai               |      | 4-5                                                                           | |
| Ahu Nau Nau             |      | 7-8                                                                           | |
| Ahu Tongariki           |      | 15                                                                            | L'Ahu Tongariki è la più grande delle piattaforme esistenti con duecento metri di lunghezza e quindici moai. È stato restaurato dall'Istituto dell'Isola di Pasqua dell'Università del Cile tra il 1992 e il 1997. |
| Ahu Huri a Urenga       |      | 1                                                                             | |
| Ahu Hanga Kio'e         |      | 1                                                                             | |
| Ahu Vinapu (Ahu Tahiri) |      | 6 ribaltate nell'ahu principale, 1 sotterrata con testa sporgente all'esterno | L'Ahu Vinapu è realizzato con tecniche costruttive apparentemente simili a quelle Inca come quelle di Cuzco. |
| Ahu te Peu              | ?    | Diverse statue ribaltate e parzialmente sotterrate                            | |
| Ahu Akahanga            |      | 13, ribaltate                                                                 | |
| Ahu Hanga te'e          | ?    | 6                                                                             | |

Esiste una variegata tipologia di moai, che indubbiamente risponde a un'evoluzione nel design - che è diventato più stilizzato e ornato nel tempo -, nelle dimensioni, nelle tecniche e nei materiali. Possono essere classificati in base all'altezza come segue: 
| Nome Moai            | foto | Posizione                 | altezza (senza pukao) | peso (tonnellate) | Materiale                | Anno (D.C.) | stato                     |
| -------------------- | ---- | ------------------------- | --------------------- | ----------------- | ------------------------ | ----------- | ------------------------- |
| "red scum moai"      |      | Tahai                     | 2                     |                   | Scorie rosse di Puna Pau | 700         | in piedi, restaurato      |
| Moai Hoa Hakananai'a |      | Londra (veniva da Orongo) | 2,42                  | 4                 | Basalto                  |             | in piedi (pezzo da museo) |
| Moai Ahu Akivi       |      | Ana te Pahu               |                       | 3,59              | Toba Lapilli             | 1500-1600   | In piedi, restaurato      |
| Moai Tukuturi        |      | Rano Raraku               | 3,70                  | 10                | Toba Lapilli             | 500-600     | In piedi, restaurato      |
| Moai Ahu Vai Uri     |      | Tahai                     | 4                     |                   | Toba Lapilli             | 1200-1600   | In piedi, restaurato      |
| Moai Ko Te Riku      |      | Tahai                     | 5                     |                   | Toba Lapilli             |             | In piedi, restaurato      |
| Moai Ahu Tongariki   |      | Hotu iti                  | 7                     |                   | Toba Lapilli             |             | In piedi, restaurato      |
| Moai Paro            |      | Ahu te pito kura          | 9                     | 85                | Toba Lapilli             | 1500-1600   | Crollato                  |
| Moai di Rano Raraku  |      | Rano raraku               | 10                    |                   | Toba Lapilli             | 1500-1600   | Mezzi sepolti, In cava    |

## Moai in legno
Moai è anche il nome dato a piccole figure scolpite, alte in media quaranta centimetri, della cultura dell'isola di Pasqua, realizzate principalmente in legno di toromiro.

### Moai Kavakava

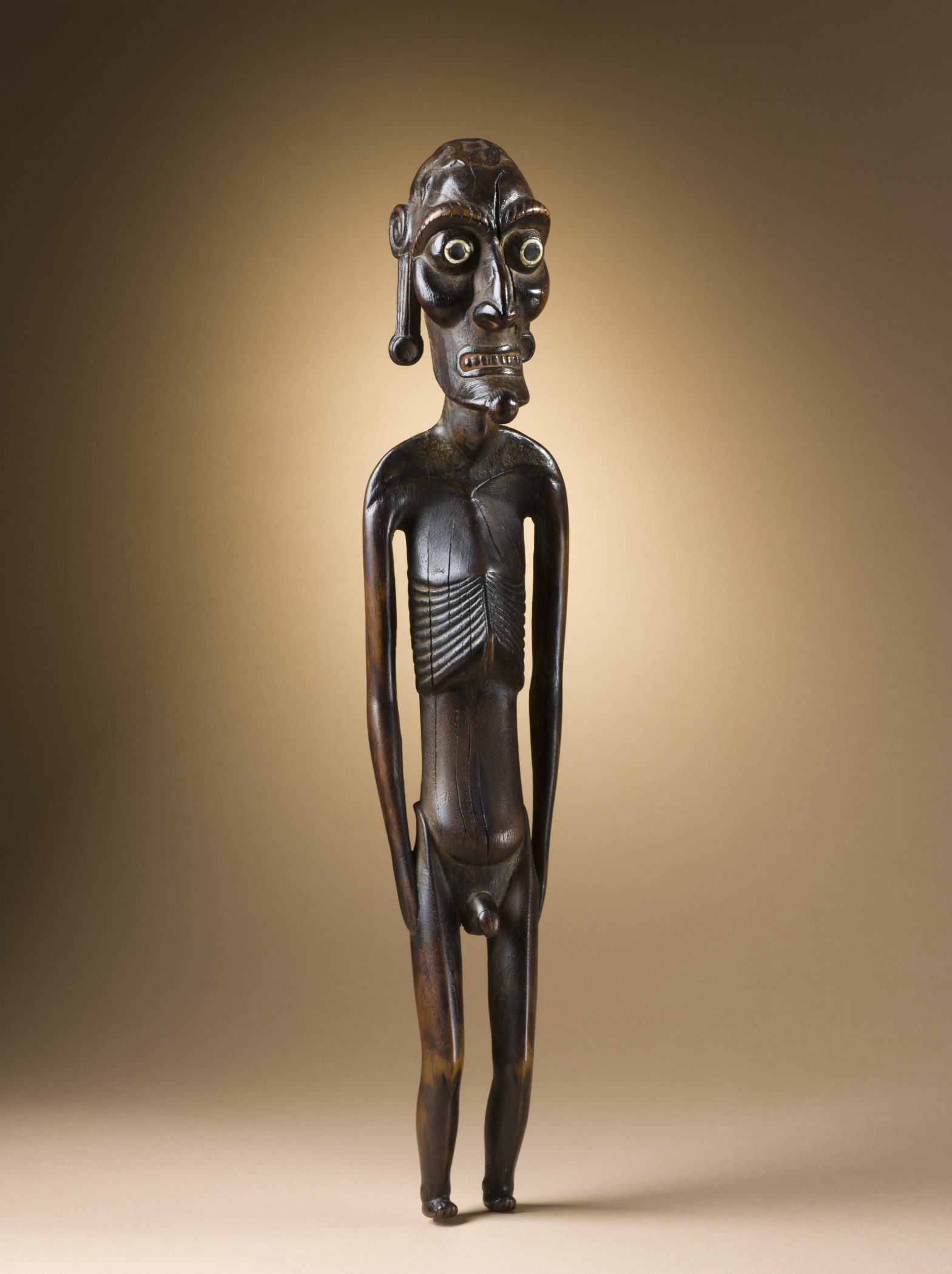
Moai Kavakava

Mostra un uomo dall'aspetto affamato con costole chiaramente sporgenti, una testa di grandi dimensioni simile a un teschio, lunghi lobi delle orecchie, un naso pronunciato e un pizzetto. Lo scopo delle figure è sconosciuto. Oggi sono interpretati come ritratti ancestrali con la funzione di uno spirito protettivo, forse rappresentano Aku Aku.
La maggior parte delle figure in legno sopravvissute hanno un occhiello o un foro nella zona del collo. Kapitänleutnant Geiseler riferisce che i dignitari portavano da dieci a venti figure di questo tipo al collo durante le processioni. Durante il resto del tempo, i ritratti venivano avvolti in sacchetti di tapas e appesi nelle capanne. 

#### Leggenda
La leggenda afferma che in un fatidico giorno, l'ariki Tu'u Koihu, il figlio maggiore di Hotu Matu'a, stava facendo una passeggiata di mezzanotte a Puna Pau quando trovò due spiriti, o aku aku, addormentati di fronte a lui. Ad uno sguardo più attento, notò che avevano corpi scheletrici e decise di andarsene e lasciarli. Tuttavia, li ha svegliati mentre cercava di scappare, quindi l'aku aku lo ha inseguito per paura che avrebbe detto a qualcuno quello che aveva visto.
Tu'u Koihu negò di averli visti ma gli spiriti non gli credettero e lo sorvegliarono per due giorni e due notti. Vedendo che non lo diceva a nessuno, se ne andarono. Una volta liberato dagli spiriti, l'ariki tornò a Tore Ta'hana, entrò in una capanna e scolpì in un pezzo di legno toromiro le due figure disincarnate degli aku aku che aveva visto. Questo era il mezzo di comunicazione che Ariki aveva trovato per raccontare al mondo ciò che aveva visto.

### Moai papa (paapaa, pa'a pa'a)

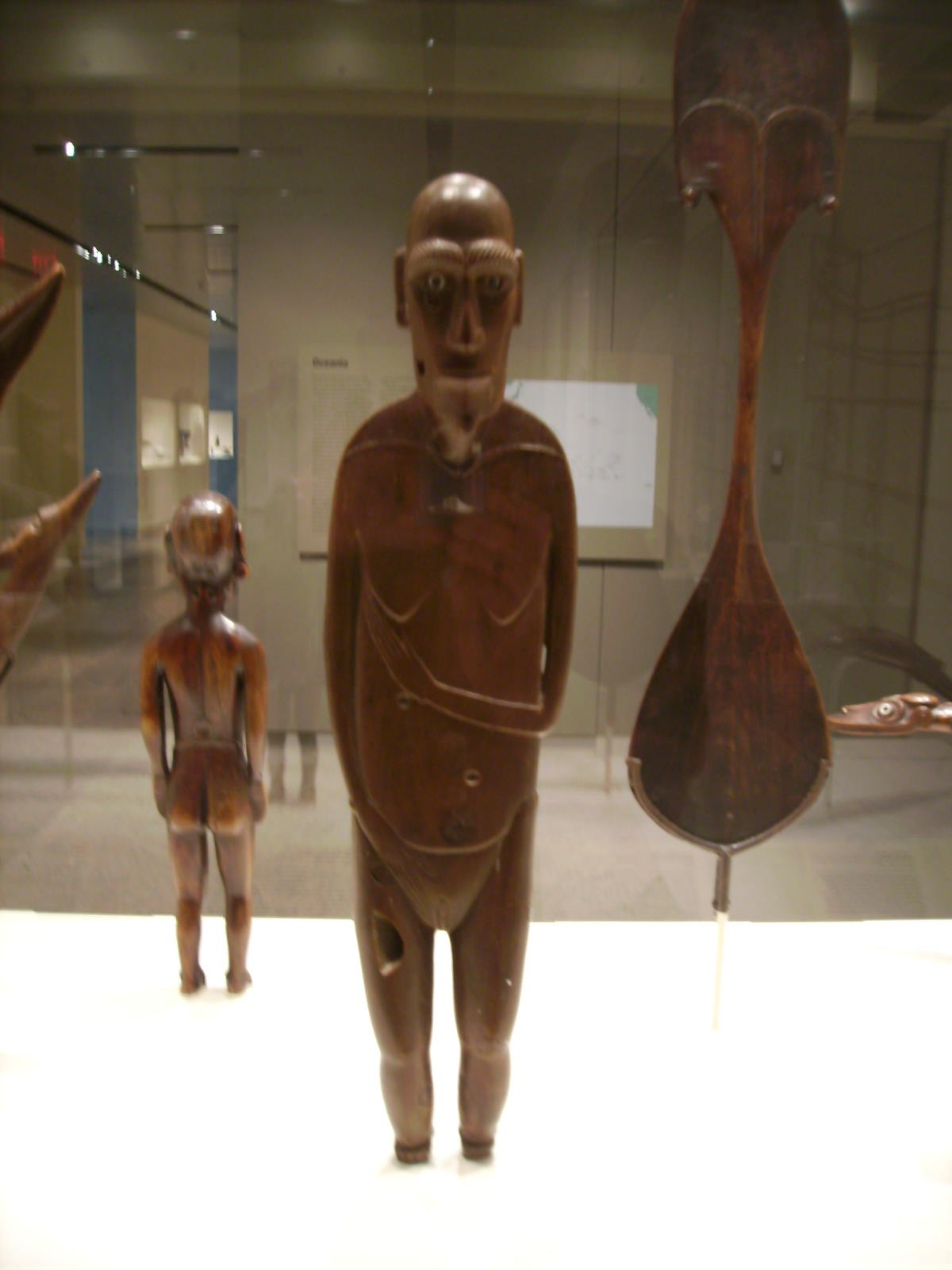
Moai Papa

Una figura prevalentemente femminile, occasionalmente ermafrodita con una corporatura meno "scheletrica". Sebbene la vulva sia solitamente chiaramente pronunciata, l'aspetto generale della figura è piuttosto maschile, con alcune figure è presente anche un pizzetto.

### Moai Tangata

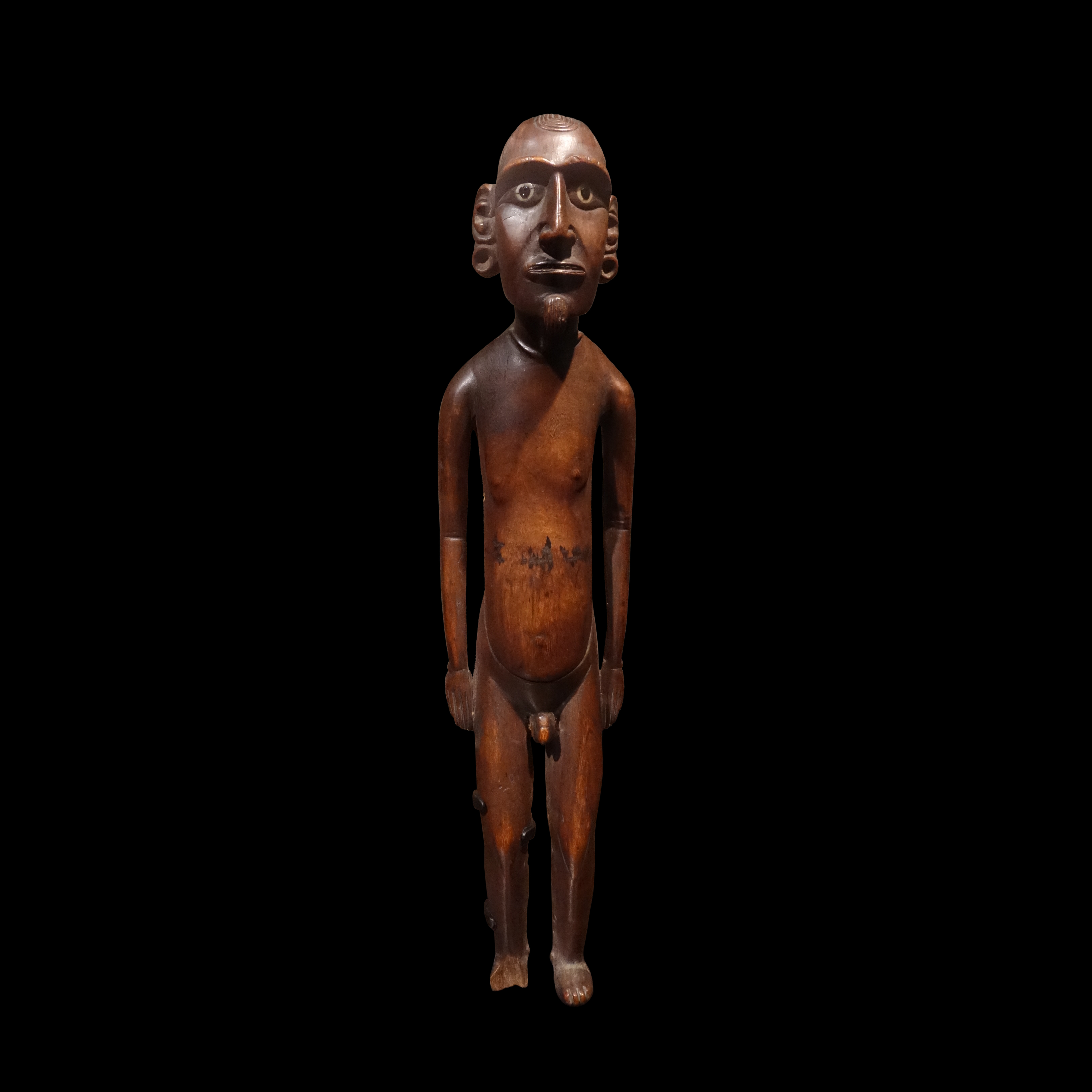
Moai Tangata

Una figura maschile scolpita in modo più realistico, con una corporatura snella e infantile e anche un pizzetto chiaramente sviluppato.

### Moai Tangata manu

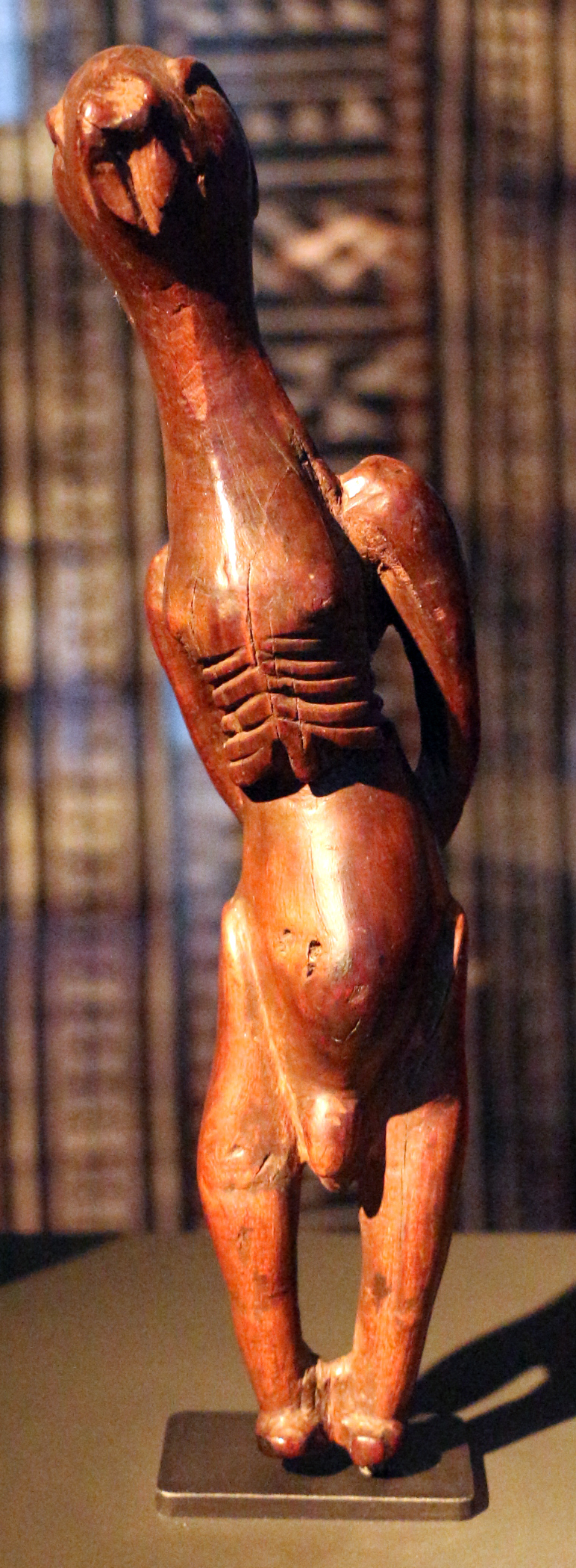
Moai Tangata Manu

L'uomo uccello, una miscela zoomorfa di uomo e fregata. Le poche statue sopravvissute sono molto diverse, variano per dimensioni, postura, forma del becco e struttura del corpo. Una figura del Museo Americano di Storia Naturale di New York è ricoperta di personaggi Rongorongo. L'uomo uccello è un motivo frequente dei petroglifi del sito di culto di Orongo sull'Isola di Pasqua.

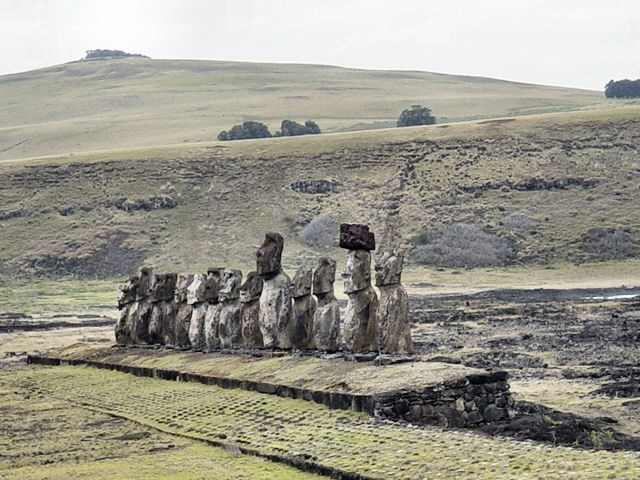
Ahu Tongariki